# 1680-е

## Догађаји и трендови
- 1681. — рођен Витус Беринг, дански адмирал у служби руског двора.
- 1682. — умро Фјодор III, цар цијеле Русије.
- 1682. — Петар Велики постаје владар Русије.
- 1682. — Ла Сал истражује ток ријеке Мисисипи и заузима Луизијану у име Француске.
- 1683. — Кина осваја Краљевство Тунгнинг и анектира Тајван.
- 1683. — неуспјела османска опсада Беча означава крај продора Османског царства у Европу и јачање политичког утицаја Хабзбуршке монархије у Централној Европи.
- 1683. — Османско царство губи подручја у Далмацији. Дрниш, Обровац, Бенковац и Скрадин долазе под млетачку власт.
- 1684. — основана Света лига.
- 1684. — ослобађањем Вировитице почиње ослобађање Славоније од Турака.
- 1684. — рођена Катарина I од Русије.
- 1685. — Едиктом из Фонтенблоа се у Француској протестантизам проглашава противзаконитим.
- 1686. — ослобођен Печуј.
- 1687. — Вуковар је ослобођен од Турака. До те године највећи дио Угарске и Славоније ослобођен, освојени су Осијек и Пожега, у Лици Удбина, а у Дамлацији и Книн.
- 1688. — холандском инвазијом Енглеске започиње Славна револуција. Њеном пропасти, Енглеска годину дана послије постаје уставна монархија, а снага Републике Холандије опада.
- 1688. — започео је Рат Велике алијансе.
- 1688. — аустријска војска осваја Београд и Будим.
- 1689. — Нерчински споразум успоставља границу између Русије и Кине.

## Наука
- 1682. — умро Евлија Челебија, османски путописац и историчар.
- 1685. — рођен Џорџ Беркли, ирски филозоф.
- 1686. — рођен Габријел Фаренхајт, њемачки физичар.
- 1687. — Исак Њутн објављује Математички принципи природне филозофије.

## Култура
- 1681. — умро Педро Калдерон де ла Барка, шпански књижевник.
- 1682. — рођен Јакопо Амигони, венецијански сликар.
- 1689. — рођен Монтескје, француски филозоф и писац.
- 1689. — Џон Лок објављује A Letter Concerning Toleration.

### Музика
- 1685. — рођен Јохан Себастијан Бах, њемачки композитор.
- 1685. — рођен Георг Фридрих Хендл, њемачки композитор.